# 加尔利托斯
加尔利托斯，是西班牙埃斯特雷马杜拉巴达霍斯省的一个市镇。总面积129平方公里，总人口777人（2001年），人口密度6人/平方公里。

## 地理位置
位於巴達霍斯省東北部的蘇哈爾河右岸，西伯利亞地區的南端，另一端為
卡斯蒂爾夫蘭科和巴爾德卡瓦列羅斯，成為西魯埃拉周邊最具古老的核心。它距離首都巴達霍斯206公里。
「加爾利托斯」(西語：Garlitos) 名字來源自於古羅馬時代，意指「狹窄的通道」。加爾利托斯的另一個命名起源為一種像繩索和枝條製成的網狀物，早期用於河釣的工具。

## 歷史
此區為埃斯特雷馬杜拉地區的憲政城市。自1834年起，被納入Puebla de Alcocer行政區。